# NGC 5611
NGC 5611 est une galaxie lenticulaire située dans la constellation du Bouvier. Sa vitesse par rapport au fond diffus cosmologique est de 2 150 ± 14 km/s, ce qui correspond à une distance de Hubble de 31,7 ± 2,2 Mpc (∼103 millions d'al). NGC 5611 a été découverte par l'astronome britannique John Herschel en 1827.
À ce jour, deux mesures non basées sur le décalage vers le rouge (redshift) donnent une distance de 25,550 ± 0,495 Mpc (∼83,3 millions d'al), ce qui est à l'extérieur des valeurs de la distance de Hubble. Notons cependant que c'est avec la valeur moyenne des mesures indépendantes, lorsqu'elles existent, que la base de données NASA/IPAC calcule le diamètre d'une galaxie et qu'en conséquence le diamètre de NGC 5611 pourrait être d'environ 14,5 kpc (∼47 300 al) si on utilisait la distance de Hubble pour le calculer.

## Supernova
La supernova SN 2012ei a été découverte dans NGC 5611 le 22 août 2012 par l'astronome amateur japonais Yoji Hirose. Cette supernova était de type Ia.